# Interludium (teatr)
Interludium – występująca w teatrze średniowiecznym krótka, komiczna wstawka sceniczna odgrywana w przerwach pomiędzy częściami misterium. Prototyp farsy.